# Yours Truly, Angry Mob
Yours Truly, Angry Mob – drugi album zespołu Kaiser Chiefs. Został wydany 26 lutego 2007 roku nakładem wytwórni B-Unique Records.

## Lista utworów
1. "Ruby" – 3:24
2. "The Angry Mob" – 4:48
3. "Heat Dies Down" – 3:57
4. "Highroyds" – 3:19
5. "Love's Not a Competition (But I'm Winning)" – 3:17
6. "Thank You Very Much" – 2:37
7. "I Can Do It Without You" – 3:24
8. "My Kind of Guy" – 4:06
9. "Everything Is Average Nowadays" – 2:44
10. "Boxing Champ" – 1:31
11. "Learnt My Lesson Well" – 3:54
12. "Try Your Best" – 3:42
13. "Retirement" – 3:53